# 구이신왕
구이신왕(久尒辛王, ? ~ 427년, 재위: 420년 ~ 427년)은 백제의 제19대 국왕이다. 전지왕의 맏아들로 어머니는 팔수부인(八須夫人)이다.
일본서기에 따르면 구이신왕은 나이가 어렸기 때문에 실제로는 목만치가 섭정하였다고 한다.

## 생애
아버지인 부여영이 해충을 만나 설례의 반란 소식을 듣고, 서해의 섬에서 잠시 머물렀을 때 태어난 것으로 추정된다. 《삼국사기》에는 즉위하고 죽은 기록 외에 다른 기록은 존재하지 않으나, 송서 백제전에서는, 송 태조 유의륭이 원가 2년(425년)에 백제왕이 매년마다 조공을 하여, 왕의 충절을 현창한 것 및 매년 조공을 하러 왔던 일에 대한 기록이 남아 있다.
일본서기에는 목만치라는 사람이 고려 목종 대의 천추태후와 비슷한 난정을 벌였고, 결국 비유왕이 반정을 일으켜 목만치 세력을 제거했다고 되어있다. 구이신왕은 반정 중 목만치 또는 비유왕 두 세력 중 누군가가 살해했을 것이라고 추측된다.

## 기록
<삼국사기>에서는 기록이 즉위년도와 사망년도 단 두 줄 뿐이지만 <일본서기>에는 기록이 좀 남아 있다.

## 가계
|  |  | 전지왕 腆支王 | 전지왕 腆支王 | 전지왕 腆支王 | 전지왕 腆支王 | 전지왕 腆支王 | 전지왕 腆支王 |                   |  |  |  |  |  | 팔수부인 八須夫人 | 팔수부인 八須夫人 | 팔수부인 八須夫人 | 팔수부인 八須夫人 | 팔수부인 八須夫人 | 팔수부인 八須夫人 |
|  |  | 전지왕 腆支王 | 전지왕 腆支王 | 전지왕 腆支王 | 전지왕 腆支王 | 전지왕 腆支王 | 전지왕 腆支王 |                   |  |  |  |  |  | 팔수부인 八須夫人 | 팔수부인 八須夫人 | 팔수부인 八須夫人 | 팔수부인 八須夫人 | 팔수부인 八須夫人 | 팔수부인 八須夫人 |
|  |  |               |               |               |               |               |               |                   |  |  |  |  |  |                   |                   |                   |                   |                   |                   |
|  |  |               |               |               |               |               |               | 구이신왕 久尒辛王 |  |  |  |  |  |                   |                   |                   |                   |                   |                   |
|  |  |               |               |               |               |               |               |                   |  |  |  |  |  |                   |                   |                   |                   |                   |                   |
|  |  |               |               |               |               |               |               | 비유왕 毗有王     |  |  |  |  |  |                   |                   |                   |                   |                   |                   |

### 일설
|  |  | 팔수부인 八須夫人 | 팔수부인 八須夫人 | 팔수부인 八須夫人 | 팔수부인 八須夫人 | 팔수부인 八須夫人 | 팔수부인 八須夫人 |                   |                   |                   |                   |                   |                   | 전지왕 腆支王 | 전지왕 腆支王 | 전지왕 腆支王 | 전지왕 腆支王 | 전지왕 腆支王 | 전지왕 腆支王 |               |               |               |               |               |               | 미상 | 미상 | 미상 | 미상 | 미상 | 미상 |
|  |  | 팔수부인 八須夫人 | 팔수부인 八須夫人 | 팔수부인 八須夫人 | 팔수부인 八須夫人 | 팔수부인 八須夫人 | 팔수부인 八須夫人 |                   |                   |                   |                   |                   |                   | 전지왕 腆支王 | 전지왕 腆支王 | 전지왕 腆支王 | 전지왕 腆支王 | 전지왕 腆支王 | 전지왕 腆支王 |               |               |               |               |               |               | 미상 | 미상 | 미상 | 미상 | 미상 | 미상 |
|  |  |                   |                   |                   |                   |                   |                   |                   |                   |                   |                   |                   |                   |               |               |               |               |               |               |               |               |               |               |               |               |      |      |      |      |      |      |
|  |  |                   |                   |                   |                   |                   |                   | 구이신왕 久尒辛王 | 구이신왕 久尒辛王 | 구이신왕 久尒辛王 | 구이신왕 久尒辛王 | 구이신왕 久尒辛王 | 구이신왕 久尒辛王 |               |               |               |               |               |               | 비유왕 毗有王 | 비유왕 毗有王 | 비유왕 毗有王 | 비유왕 毗有王 | 비유왕 毗有王 | 비유왕 毗有王 |      |      |      |      |      |      |

### 신찬성씨록
|  |  | 전지왕 腆支王 | 전지왕 腆支王 | 전지왕 腆支王 | 전지왕 腆支王 | 전지왕 腆支王 | 전지왕 腆支王 |                   |  |  |  |  |  | 팔수부인 八須夫人 | 팔수부인 八須夫人 | 팔수부인 八須夫人 | 팔수부인 八須夫人 | 팔수부인 八須夫人 | 팔수부인 八須夫人 |
|  |  | 전지왕 腆支王 | 전지왕 腆支王 | 전지왕 腆支王 | 전지왕 腆支王 | 전지왕 腆支王 | 전지왕 腆支王 |                   |  |  |  |  |  | 팔수부인 八須夫人 | 팔수부인 八須夫人 | 팔수부인 八須夫人 | 팔수부인 八須夫人 | 팔수부인 八須夫人 | 팔수부인 八須夫人 |
|  |  |               |               |               |               |               |               |                   |  |  |  |  |  |                   |                   |                   |                   |                   |                   |
|  |  |               |               |               |               |               |               | 구이신왕 久尒辛王 |  |  |  |  |  |                   |                   |                   |                   |                   |                   |
|  |  |               |               |               |               |               |               |                   |  |  |  |  |  |                   |                   |                   |                   |                   |                   |
|  |  |               |               |               |               |               |               | 부여주 扶餘酒     |  |  |  |  |  |                   |                   |                   |                   |                   |                   |
|  |  |               |               |               |               |               |               |                   |  |  |  |  |  |                   |                   |                   |                   |                   |                   |
|  |  |               |               |               |               |               |               | 비유왕 毗有王     |  |  |  |  |  |                   |                   |                   |                   |                   |                   |

## 같이 보기
- 장수왕 (413년 ~ 491년)
- 눌지 마립간 (417년 ~ 458년)
- 가야
- 인교 천황 (412년~453년)

| 전 대 전지왕 | 제19대 백제 국왕 420년 ~ 427년 | 후 대 비유왕 |